# Коэн-Минц, Танхум
Танхум (Тани) Коэн-Минц (ивр. תנחום כהן-מינץ‎;
8 октября 1939, Рига, Латвия — 11 октября 2014) — израильский баскетболист, центровой сборной Израиля и клуба «Маккаби» (Тель-Авив). Чемпион Азиатских игр 1966 года, в составе «Маккаби» — 11-кратный чемпион Израиля и 10-кратный обладатель Кубка Израиля, финалист Кубка обладателей кубков ФИБА 1966/1967 года. Коэн-Минц дважды (в 1964 и 1965 годах) становился игроком сборной Европы, а в 1961 году был признан спортсменом года в Израиле.

## Биография
Танхум Коэн-Минц родился в Латвии вскоре после начала Второй мировой войны, и в годовалом возрасте иммигрировал с семьёй в подмандатную Палестину. В начале 50-х годов Танхум собирался пойти по стопам своей матери, Эдит Коэн-Минц, бывшей чемпионкой Израиля по теннису, и стал чемпионом Израиля среди юношей, но однажды, в возрасте 15 лет, его заметил на корте тренер баскетбольного клуба «Маккаби» (Тель-Авив) Иехошуа Розин. Розин, впечатлившись ростом мальчика, пригласил его в команду, и с этого момента началась баскетбольная карьера Коэна-Минца.
Параллельно с занятиями баскетболом, Коэн-Минц работал над профессиональным развитием в области инженерных технологий. Он окончил хайфский Технион в рамках армейской программы подготовки инженерных кадров и сразу после этого был мобилизован в ряды артиллерийско-технической службы. Там он провёл много лет, занимаясь разработкой и совершенствованием бронетехники и дослужившись до звания полковника. В последние годы службы он возглавлял отдел по разработке новой модели танка «Меркава-2» под прямым руководством генерала Исраэля Таля.
Танхум Коэн-Минц умер в октябре 2014 года, через три дня после своего 75-го дня рождения. Он похоронен на кладбище Кирьят-Шауль в северном Тель-Авиве. Сын Танхума, Ури Коэн-Минц, также стал профессиональным баскетболистом, выступавшим за сборную Израиля.

## Спортивная карьера
На протяжении 16 сезонов, с 1957 по 1972 год, Танхум Коэн-Минц выступал за клуб «Маккаби» (Тель-Авив). За это время он завоевал с командой 11 званий чемпиона Израиля и десять Кубков Израиля, набрав в общей сложности 5170 очков. Вместе с «Маккаби» Коэн-Минц пробился в сезоне 1966/67 годов в первый в истории израильского баскетбола финал европейского клубного турнира — Кубка обладателей кубков. Это стало возможным после «бадалонского чуда», когда израильская команда в ответном четвертьфинальном матче против каталонского «Ховентуда» ликвидировала дефицит в 32 очка. По словам его товарища по команде Таля Броди, именно в этом сезоне, когда «Маккаби» превратился из клуба, играющего в медленный баскетбол, в «самую прорывную команду в Европе», была заложена основа для будущего выигрыша Кубка европейских чемпионов, состоявшегося через десять лет. Броди считает, что «большой рывок» в развитии «Маккаби» был бы невозможен без Коэна-Минца. В 1975 году, после трёхлетнего перерыва, Коэн-Минц вернулся в баскетбол и провёл четыре сезона в составе команды «Элицур» (Тель-Авив). Завершив игровую карьеру в 38 лет, он был на тот момент третьим в списке бомбардиров израильского баскетбола с 5851 очком (к моменту его смерти это всё ещё был девятый показатель за всю историю израильской Суперлиги).
Помимо тель-авивского «Маккаби», Коэн-Минц выступал также в составе национальной сборной Израиля. В её составе с 1958 по 1971 год он провёл 89 игр, набрав в них 1076 очков. В 1966 году на Азиатских играх в Бангкоке Коэн-Минц завоевал со сборной Израиля чемпионское звание. За год до этого, заняв с израильской командой шестое место на чемпионате Европы в Москве, он был включён в символическую сборную чемпионата.
Товарищи по команде описывают Коэна-Минца как талантливого игрока, труженика и спокойного, скромного и незлобивого человека, отличавшегося джентльменским поведением на площадке. Кроме основного прозвища, «Высокий» , его называли также «Тихим великаном». Спортивные достижения Коэна-Минца неоднократно отмечались как в Израиле, так и на международном уровне. В 1961 году он был признан в Израиле спортсменом года. Дважды подряд, в 1964 и 1965 годах, он включался в состав сборной команды Европы; также игрой с участием сборной Европы был отмечен его уход из баскетбола, а в 2008 году в ходе торжественной церемонии, организованной баскетбольной Евролигой, Коэн-Минц был назван одним из 13 игроков, ставших символами тель-авивского «Маккаби».